# Wczesne średniowiecze

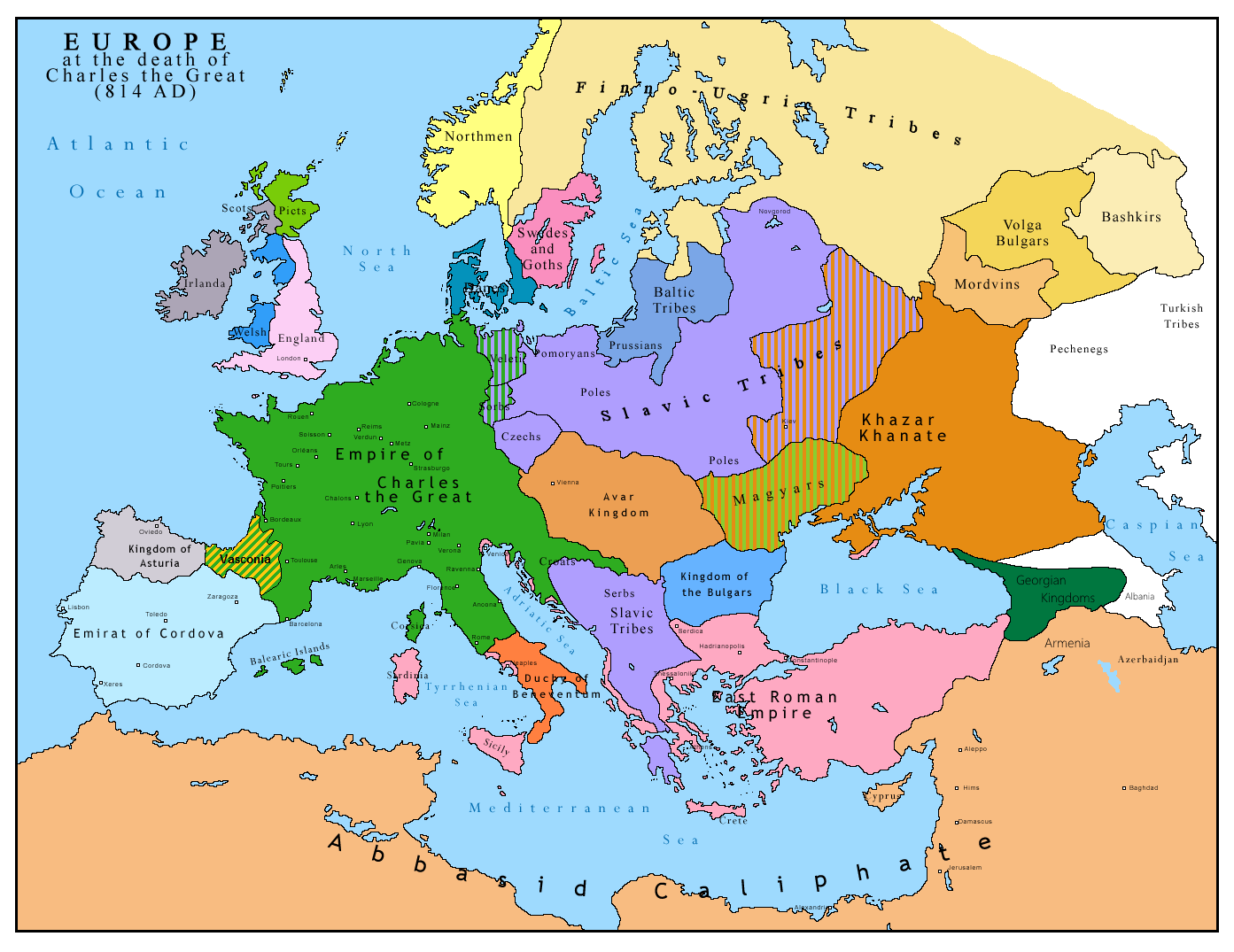
Europa w 814 roku

Wczesne średniowiecze – okres średniowiecza, trwający od końca V do połowy (lub końca) XI wieku. Powszechnie za początek okresu uważa się detronizację Romulusa Augustulusa w 476 roku, ostatniego cesarza cesarstwa zachodniorzymskiego. Mniej zwolenników mają: klęska cesarza Walensa pod Adrianopolem w 378 roku lub początek rządów Teodozjusza Wielkiego na Zachodzie (394). Za koniec dość powszechnie obiera się rok 1000, ta data, niezwiązana z żadnym konkretnym wydarzeniem, symbolizuje proces przemian zapoczątkowany w czasach karolińskich (rozwój feudalizmu, odrodzenie Kościoła), a rozpoczynających nową epokę pełnego średniowiecza.

## Kultura
Zapoczątkowany w okresie późnego antyku proces degradacji kultury antycznej, został znacznie przyspieszony przez najazdy ludów barbarzyńskich. Z racji powszechnej zapaści kulturalnej okres ten nazywany jest również Wiekami Ciemnymi. Pojawiające się w niektórych okresach zwiastuny odrodzenia kulturalnego (np. renesans karoliński lub okres panowania Alfreda Wielkiego w Anglii) były przerywane przez kolejne najazdy barbarzyńców.
Przede wszystkim trzy ośrodki w szczególny sposób zasłużyły się w dziele zachowania antycznego dziedzictwa: celtycka Irlandia, Bizancjum oraz podbita przez Arabów Hiszpania.
W tym okresie wyjątkowo dobrze rozwijała się historiografia. Dzieła Grzegorza z Tours (Historia Francorum, ok. 528–594), Bedy Czcigodnego (Historia Ecclesiastica Gentis Anglorum, 731), Nenniusza (Historia Britonum, ok. 810), zainspirowana przez Alfreda Wielkiego Kronika anglosaska lub pochodzące z kręgu niemieckiego Res Gestae Saxoniae Widukinda z Korbei i Chronicon Thietmara dały, żywy przez całe średniowiecze, wzorzec kompozycji kroniki. Natomiast Żywot Karola Wielkiego Einharda stał się przykładem wzorowego speculum principis.
Gorzej rozwijały się inne dziedziny nauki. Najwybitniejsze osiągnięcia miał VI-wieczny matematyk, filozof i logik Boecjusz. Godna wyróżnienia jest również postać Izydora z Sewilli, autora Etymologiae, summy wiedzy chrześcijańskiej VII wieku. Pewne odrodzenie przyniosło panowanie Karola Wielkiego, na którego dworze działał m.in. Alkuin (735–804), wiązany z powrotem do łaciny klasycznej w literaturze i liturgii.

## Dzieje polityczne

### Upadek Cesarstwa Zachodniorzymskiego i wędrówki ludów
W roku 375 Hunowie – wojowniczy szczep pochodzenia tureckiego, wywodzący się z terenów Azji środkowej – zadał klęskę Ostrogotom oraz zmusił do opuszczenia swoich dotychczasowych siedzib Wizygotów, co zapoczątkowało okres wielkiej wędrówki ludów. W 476 roku upadło, pod naporem barbarzyńców, Cesarstwo zachodniorzymskie. Od tego momentu, słabe plemiona barbarzyńskie podbijały się nawzajem. Dopiero w VI wieku zaczęły powstawać silne organizmy państwowe.

### Italia we wczesnym średniowieczu
Po obaleniu Romulusa Augustulusa w roku 476 władzę nad terenami Italii objął Odoaker. Został obwołany przez własne wojska królem, jednak wobec słabości swojej pozycji zabiegał o uznanie przez cesarstwo wschodniorzymskie siebie za namiestnika cesarskiego na tym obszarze. Cel ten udało mu się zrealizować w roku 480. Wzrost niezależności Odoakra spowodował interwencję Bizancjum. Do przywrócenia cesarskiej kontroli nad Półwyspem Apenińskim wykorzystano sojusznicze jednostki ostrogockie Teodoryka Wielkiego. W roku 493 Teodoryk zdobył Rawennę, zmuszając do kapitulacji Odoakra. Zwycięski wódz pełnił w Italii podwójną rolę: namiestnika cesarskiego dla ludności rzymskiej i króla dla Ostrogotów.
W roku 535 wojska cesarstwa wschodniorzymskiego interweniowały w Italii, rozpoczynając tzw. wojny gockie. Dwadzieścia lat później Ostrogoci zostali ostatecznie rozbici, jednak władza Bizancjum w Italii nie trwała długo - w 568 roku do osłabionego wojnami kraju wkroczyli Longobardowie, zajmując większość Półwyspu Apenińskiego (choć centrum władzy bizantyńskiej w północnej Italii – Egzarchat Rawenny przetrwało do 751 roku). W 774 Longobardowie ulegli wojskom Karola Wielkiego.

### Państwo Franków

ekspansja państwa frankijskiego

Państwo frankijskie wyłoniło się z grupy plemion frankijskich, zjednoczonych pod przywództwem Chlodwiga. W roku 486 Frankowie zadali klęskę ostatniemu namiestnikowi rzymskiemu w Galii. Dziesięć lat później, dla ugruntowania swojej pozycji oraz zdobycia silnych sojuszników, Chlodwig, jako pierwszy spośród przywódców plemion germańskich, przyjął chrzest w obrządku katolickim. W ciągu stu lat jego państwo podbiło całą Galię.
Pod koniec VIII wieku nastąpił dalszy wzrost znaczenia państwa Franków. Rozciągało się ono od Morza Północnego po Ebro i od Zatoki Biskajskiej po Ren. W 800 roku Karol Wielki został koronowany przez papieża na cesarza rzymskiego. Tym samym, państwo Franków przekształciło się w Imperium Karolińskie. Po śmierci Karola Wielkiego, imperium przyjęło nazwę „Cesarstwo Rzymskie”. Okres ten trwał jednak krótko. Po śmierci Ludwika Pobożnego, zgodnie z traktatem w Verdun, cesarstwo zostało podzielone na państwa: wschodniofrankijskie, środkowofrankijskie i zachodniofrankijskie. W związku z tym, że Rzym znalazł się w państwie środkowofrankijskim, to Lotarowi przypadł tytuł cesarza. Jednak po jego śmierci, państwo to rozpadło się na: Królestwo Włoch (z tytułem cesarza), Królestwo Lotaryngii i Księstwo Prowansji. Następnie państwo wschodniofrankijskie przekształciło się w Królestwo Niemieckie, zaś państwo zachodniofrankijskie w Królestwo Francji.

### Półwysep Iberyjski

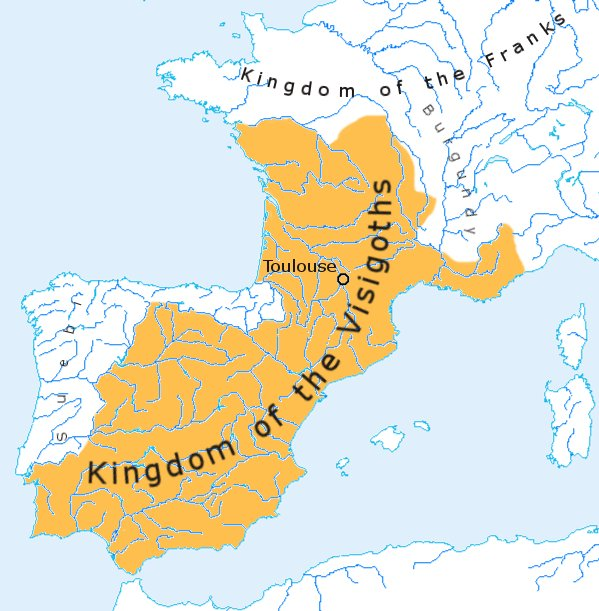
państwo Wizygotów przed ekspansją frankijską

W roku 409 tereny półwyspu iberyjskiego zostały zaatakowane przez Wandalów, Alanów i Swebów. Wobec panującego od roku 455 w Zachodnim Cesarstwie zamętu, uległy zerwaniu więzi łączące ten region z Rzymem. W latach 469–473 król Wizygotów Euryk opanował tereny półwyspu, ustanawiając własne państwo. Było jednak słabe, bowiem zgodnie z zasadą patrymonializmu dochodziło do regularnych walk o władzę. W roku 550 walki w Iberii wykorzystał cesarz bizantyjski Justynian I Wielki, próbujący zrekonstruować imperium rzymskie w dawnych granicach. W krótkim czasie armia bizantyjska opanowała Malagę, Kordobę i Kartagenę.
Posiadłości te były jednak coraz bardziej zaniedbywane przez cesarstwo, wobec znacznej odległości od Konstantynopola oraz poważnych zagrożeń dla państwa. W roku 633 synod w Toledo wprowadził zasadę elekcyjności tronu wizygockiego. W VIII wieku osłabione państwo uległo najazdowi maghrebskiemu. W roku 711 wódz Tarik ibn Ziyad pokonał w bitwie nad Guadelete, armię Wizygocką. Osłabione konfliktami wewnętrznymi państwo, uległo w ciągu kilku lat podbojowi arabskiemu.
Pierwszym państwem, które powstało po tym najeździe, było Królestwo Asturii, zajmujące północną część Półwyspu Iberyjskiego.
Z zajętych przez siebie terenów Arabowie dokonywali licznych wypadów na terytorium państwa Franków. W roku 732 w bitwie pod Poitiers zostali oni pokonani przez Karola Młota. By oddalić zagrożenie arabskie od swoich posiadłości, Karol Wielki w roku 778 podjął wyprawę do Hiszpanii zakończoną jednak klęską. Dalsze walki po roku 795 doprowadziły do utworzenia Marchii Hiszpańskiej, której granice sięgały Ebro.

### Bałkany

#### Państwo Bułgarskie
Po krótkotrwałym okresie odrodzenia świetności cesarstwa wschodniorzymskiego, nastąpiło załamanie jego potęgi. Najazdy Arabów z VII wieku kosztowały imperium utratę Egiptu i Syrii. Zanim udało się na dobre odeprzeć zagrożenie arabskie, na drugim krańcu imperium pojawił się nowy wróg – Bułgarowie. Początkowo osiadli na północ od Starej Płaniny, jednakże szybko zaczęli rozglądać się za nowymi kierunkami ekspansji. Odradzająca się potęga Bizancjum w osobie cesarza Konstantyna V zdołała jednak powstrzymać te zapędy, rozbijając ich siły w 763 pod Anchialos.
Panowanie Kruma odwróciło kartę na korzyść Bułgarów. W roku 811 miała miejsce katastrofalna klęska bizantyńczyków w bitwie w przełęczy Virbica, w której zginął cesar Nicefor I Genik. Bułgaria sięgnęła wówczas po Cisę i Sawę. W 864 car Borys I Michał przyjął w 864 chrzest w obrządku greckim. Nie zapobiegło to wybuchowi nowych walk (894), sukcesy Symeona doprowadziły do uznania przez Bizancjum tytułu cara i niezależnej hierarchii kościelnej w Bułgarii. Podbój Serbii stworzył z Bułgarii wielkie państwo rozciągające się od Adriatyku po Morze Czarne. Panowanie cesarza Bazylego II, zwanego nie bez powodu Bułgarobójcą, zakończyło ten okres w dramatycznych okolicznościach. Najpierw w 972 roku utracone zostały tereny wschodnie, a w 1018 roku cała Bułgaria stała się częścią Cesarstwa.

#### Chorwaci
W I poł. VII wieku na tereny Panonii i Dalmacji napłynął słowiański lud Chorwatów. Szybko popadli oni w zależność od Awarów, a po ich upadku zostali zdominowani przez królestwo wschodniofrankijskie. Około 800 roku na Chorwację zaczyna docierać chrześcijaństwo. Za panowania Trpimira (ok. 845-864) Chorwaci uzyskują samodzielność, wtedy też zostaje założone biskupstwo w Ninie. Okres świetności przypada na panowanie Tomisława I (ok. 910-928), który przejmuje władzę nad miastami dalmatyńskimi (m.in. nad metropolitalnym Splitem). Dymitr Zwonimir (1075-1089) otrzymuje z rąk legata papieskiego koronę królewską. Po jego śmierci Chorwacja staje się częścią Węgier.

#### Serbowie
Mniej więcej w tym samym okresie co Chorwaci inny słowiański lud, Serbowie przybył na Bałkany. Osiedlił się on na południowy wschód od ziem Chorwatów. Za panowania Muncimira (ok. 850-892/893) Serbowie przyjmują chrzest w obrządku łacińskim. Pierwsze serbskie księstwo ulega wkrótce rozdrobnieniu, w X wieku kształtują się dwa główne ośrodki państwowe w Raszce i Zecie. Pierwotnie silniejsza Raszka ulega ok. 976 roku naporowi Bułgarów, a po upadku ich państwa (1018) staje się częścią cesarstwa bizantyńskiego. Rosnąca potęga władców Zety pozwala im w II poł. X stulecia wyprzeć Bizantyńczyków z Raszki. Księciu Michałowi I (1052-81) udało się w 1078 roku koronować na króla Zety, insygniami uzyskanymi ze Stolicy Apostolskiej. Jego syn Konstantyn Bodin ustanowił arcybiskupstwo dla Serbii w Barze (1089), po jego śmierci cała Serbia pogrążyła się w wojnie domowej.

### Europa środkowa i wschodnia

#### Państwo Samona

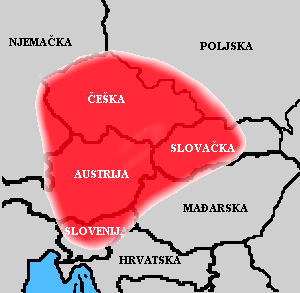
Przypuszczalne granice Państwa Samona

Państwo Samona było pierwszą organizacją o cechach państwa wśród Słowian. Powstało ono w 1. poł. VII wieku, w czasie gdy podupadało państwo Awarów. Był to związek plemion zamieszkujących obszar dzisiejszych Czech lub Moraw, jego przywódcą został wybrany frankijski kupiec Samon. Wpływy państwa Samona szybko rozciągnęły się na obszary dzisiejszych Słowacji, Austrii i Słowenii. Niewątpliwym sukcesem było odparcie dwóch najazdów króla Franków Dagoberta I (zwycięska bitwa pod Wogastisburgiem z 631/632 roku). Po 658 roku nie są znane dalsze wzmianki o państwie Samona, prawdopodobnie po jego śmierci rozpadło się.